# Krasnoiarsk
Krasnoiarsk (en rus Красноярск, pronunciat [krəsnɐˈjarsk]) és una ciutat de Rússia, centre administratiu del krai de Krasnoiarsk, situada vora el riu Ienissei. És la tercera ciutat més gran de Sibèria i una de les més poblades de Rússia.
És un important nus de comunicacions dins la línia del ferrocarril Transsiberià i un dels principals centres productors d'alumini de la Federació Russa.

## Clima
La seva temperatura mitjana anual és de 1,6 °C, essent la mitjana del mes de gener de -15,5 °C i la del mes de juliol de 18,7 °C. La precipitació mitjana anual és de 488 litres.

## Història
Segons els arqueòlegs, les primeres persones van arribar a Sibèria fa uns 40.000 anys. Els túmuls i els monuments de la cultura Escita al krai de Krasnoyarsk pertanyen al segle VII aC i són els més antics d'Euràsia. La tomba d'un príncep, el Kurgan Arshan, descoberta el 2001, també es troba al Krai.
L'assentament rus de la zona (principalment per cosacs) va començar al segle xvii. Després de la construcció del ferrocarril transsiberià, la colonització russa de la zona va augmentar fortament.
Durant l'època dels tsars i dels bolxevics, el krai de Krasnoiarsk va ser usat com a lloc d'exili d'enemics polítics. Els primers dirigents de l'estat soviètic, Vladimir Lenin i Joseph Stalin es van exiliar al que és ara el krai els anys 1897-1900 i el 1903, respectivament. A l'època de Stalin, nombrosos camps de Gulag eren ubicats a la regió.
El 1822, la Governació de Ieniseisk va ser creada amb Krasnoyarsk com el seu centre administratiu la qual cobria un territori molt similar al del krai actual.
El 30 de juny de 1908, a la conca del riu Podkamennaya Tunguska, hi va haver l'esdeveniment de Tunguska, probablement causat per l'explosió d'un gran meteoroide o fragment d'un cometa a una altitud de 5-10 quilòmetres per sobre de la superfície de la Terra. Es calcula que la força de l'explosió és d'uns 10-15 megatones. Va aplanar més de 2.000 quilòmetres quadrats de bosc de pins i va matar milers de rens.
El krai de Krasnoiarsk va ser creat el 1934 després de la desagregació del krai de Sibèria occidental ' i el Krai Siberià de l'Est i posteriorment va incloure Taymyr i Evenk i Khakas. El 1991, Khakassia es va separar del Krai i es va convertir en una república dins de la Federació de Rússia.
El gener de l'1 de gener de 2007, després d'un referèndum sobre el tema celebrat el 17 d'abril de 2005, els territoris de l'Evenk i Taymyr es van unir al krai.

## Fills il·lustres
- Vladímir Rébikov (1866-1920) compositor musical.
- Nikolai Pàvlovitx Ivanov-Radkévitx (1904-1962) compositor musical.

- Dmitri Aleksàndrovitx Khvorostovski (1962-2017) baríton